# Jessica Campbell
Jessica Campbell (Tulsa, 30 de octubre de 1982 – Portland, 29 de diciembre de 2020) fue una actriz estadounidense de cine y televisión.

## Carrera
Campbell obtuvo reconocimiento con sus papeles como Tammy Metzler en la película de 1999 Election, por la que recibió diversas nominaciones y galardones, Julie Gold en el filme de 2001 The Safety of Objects y Amy Andrews en el seriado Freaks and Geeks. Tras retirarse de la actuación en 2002, Campbell empezó a desempeñarse profesionalmente en la naturopatía.
En enero de 2021, su familia anunció que había fallecido el 29 de diciembre de 2020 en su hogar en Portland.

## Filmografía

### Cine y televisión
| Año  | Título                               | Papel                |
| ---- | ------------------------------------ | -------------------- |
| 1992 | In the Best Interest of the Children | Julie Cain           |
| 1999 | Election                             | Tammy Metzler        |
| 2000 | Almost Famous                        | Stand-in             |
| 2000 | Freaks and Geeks                     | Amy Andrews          |
| 2001 | The Safety of Objects                | Julie Gold           |
| 2002 | Junk                                 | Doris                |
| 2002 | Dad's Day                            | Mary Elizabeth Kelly |